# Rácz Barnabás
Rácz Barnabás (Szombathely, 1996. április 26. –) magyar labdarúgó, a Gyirmót játékosa.

## Pályafutása

### Klubcsapatokban
A Lurkó UFC és a Szombathelyi Haladás utánpótlás csapataiban játszott.

#### Szombathelyi Haladás
2012 és 2019 között volt a csapat játékosa. 2015. február 28-án játszotta első mérkőzését az első csapatban, a Diósgyőri VTK elleni hazai 1–1-es döntetlen során. 

#### Soproni VSE
A 2015-2016-os szezonban kölcsönbe játszott a Soproni VSE csapatában.

#### Újpest FC
2019. február 1-jén az Újpest FC a saját honlapján jelentette be, hogy a 22 éves középpályást két és fél évre szerződtette a Szombathelyi Haladástól.

#### HSC '21
2021 nyarán a holland HSC '21 csapatánál edzett, majd május végén bejelentették, hogy szerződtették. A szerződésében szerepelt egy záradék, ha egy profi klub jelentkezik érte, akkor távozhat.

#### FC Eindhoven
2021. augusztus 13-án jelentették be, hogy megfelelt a próbajátékon és szerződtette a holland Eindhoven csapata, egy plusz egy évre írt alá. Ezen a napon mutatkozott be az FC Emmen ellen 1–0-ra megnyert bajnoki mérkőzésen csereként. Október 22-én megszerezte első bajnoki gólját a a 93. percben a Jong Ajax ellen 3–1-re elvesztett bajnoki mérkőzésen. A következő fordulóban az Excelsior Rotterdam ellen ismét eredményes volt.